# غريغ برهالتر
غريغ برهالتر (بالإنجليزية: Gregg Berhalter)‏ (مواليد 1 أغسطس 1973) هو لاعب كرة قدم أمريكي سابق. ومدرب منتخب منتخب الولايات المتحدة الأمريكية لكرة القدم حالياً. سبق له أن لعب في كأس العالم لكرة القدم مع منتخب بلاده.

## روابط خارجية
- غريغ برهالتر على موقع الاتحاد الدولي (مؤرشف)  (الإنجليزية)
- غريغ برهالتر على موقع الدوري الأمريكي (الإنجليزية)
- غريغ برهالتر على موقع قاعدة بيانات كرة القدم.إي يو (الإنجليزية)
- غريغ برهالتر على موقع بيانات كرة القدم. دي إي (الألمانية)
- غريغ برهالتر على موقع ناشيونال فوتبول تيمز (الإنجليزية)
- غريغ برهالتر على موقع Soccerbase.com (لاعب) (الإنجليزية)
- غريغ برهالتر على موقع Soccerbase.com (مدرب) (الإنجليزية)
- غريغ برهالتر على موقع كووورة